# Ralph H. Fowler
Sir Ralph Howard Fowler OBE FRS (født 17. januar 1889, død 28. juli 1944) var en britisk fysiker og astronom. Han blev uddannet i matematik fra Trinity College, Cambridge Universitetarbejdede især i statistisk fysik.

## Udvalgte publikationer
- Elementary differential geometry of plane curves. Cambridge University Press. 1920.[2] Dover reprint. 2005.
- Statistical mechanics, the theory of the properties of matter in equilibrium; based on an essay awarded the Adams prize in the University of Cambridge, 1923-24. Cambridge University Press. 1929.[3][4] 2nd edition. 1936.[5]
- Passage of electrons through surfaces and surface films; being the thirty-first Robert Boyle lecture. Oxford University Press. 1929.
- with E. A. Guggenheim: Statistical thermodynamics: a version of statistical mechanics for students of physics and chemistry. Cambridge University Press. 1939.[6]